# Магданозово клане
Клане в Доминиканска република или Магданозово клане (на испански: Masacre del Perejil) е клането на хаитяни в Доминиканската република, извършено през октомври 1937 година по инициатива на диктатора Рафаел Леонидас Трухильо. Според различни оценки, в резултат от него са убити от 9 до 35 хиляди души.
През 1937 г. Трухильо нарежда изтребление на хаитяните, като отмъщение за хаитянското нахлуване на Доминиканската република сто години по-рано, но основната причина за клането са икономически съображения. Икономическата криза се отразява в стандарта на живот на доминиканците, докато в западната Доминиканската република са заети много хаитяни, които са евтина работна ръка.
Клането на хаитяните продължава от 2 до 8 октомври 1937 година, след което диктаторът нарежда прекратяването му, но в по-малък мащаб убийствата продължават. Жертвите от клането според различни оценки са от 9000 до 35 000 души. По команда, убийствата са извършени предимно с мачете, ножове, лопати и кирки, така че, когато се оповестява информация за клането в чужбина, да бъде погледнато на нея като към спонтанно селско въстание, извършвано без знанието и съгласието на органите на властта.
След няколко години Трухильо се съгласява да плати на правителството на Хаити обезщетение за клането, но плаща само две трети от договорената сума.